# Hackman (företag)

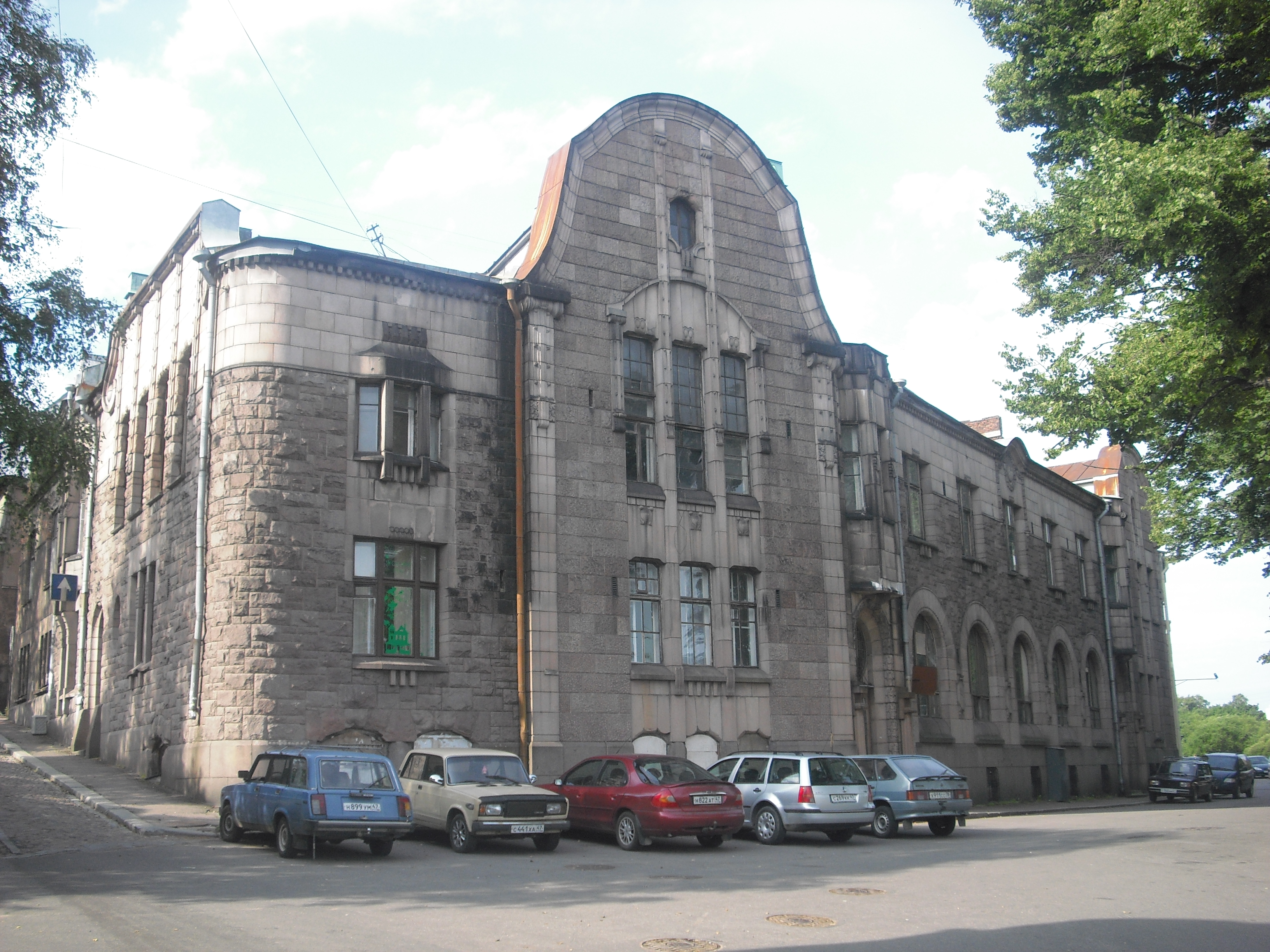
Hackmans tidigare kontor i Viborg

Hackman är ett finländskt industriföretag, som tillverkar knivar och bestick. Företaget, som är verksamt i Sorsakoski utanför Kuopio, är en del av Fiskarsägda Iittalagruppen.
Företaget Hackmans historia började 1789, när det tidigare handelsbiträdet från Bremen, Johan Friedrich Hackman, grundlade handelshuset Hackman & Co i Viborg. Under hans änka och sonen Johan Fredrik Hackman den yngre, utvecklades firman. Den var sysselsatt med export av trävaror samt investerade i ett flertal industriella anläggningar.
- 2015 lägger Fiskars ned tillverkning av stekpannor och kastruller under varumärket Hackman. Vissa produkter marknadsförs istället under varumärket Fiskars.